# Rob Morgan
Rob Morgan (New Bern, 24 de fevereiro de 1973) é um ator americano mais conhecido por seus papéis nas séries da Netflix, mais notavelmente como Turk Barrett em Demolidor e Luke Cage, assim como seus papéis recorrentes em Stranger Things e Godless.

## Filmografia

### Televisão
| Ano          | Título                       | Papel              | Notas        |
| ------------ | ---------------------------- | ------------------ | ------------ |
| 2009         | 30 Rock                      | Taxista            |              |
| 2011         | Blue Bloods                  | Cara na Multidão   |              |
| 2012         | Evil, I                      | Voz do Assassino   |              |
| 2013         | A Crime to Remember          | Nathan Delaney     |              |
| 2013         | For Colored Boys, Redemption | Benjamin Boyd, Sr. |              |
| 2013         | Zero Hour                    | Participação #1    |              |
| 2013         | The Married Bachelor         | Dana Wallace       | Piloto       |
| 2014         | In Dice We Trust             | Detetive Riley     |              |
| 2014         | Believe                      | Parker             | 2 episódios  |
| 2014         | The Knick                    | Diggs Man          | 2 episódios  |
| 2015-2016    | Demolidor                    | Turk Barrett       | 7 episódios  |
| 2016-present | Stranger Things              | Oficial Powell     | 11 episódios |
| 2016         | Luke Cage                    | Turk Barrett       | Participação |
| 2017         | Godless                      | John Randall       |              |
| 2017         | Os Defensores                | Turk Barrett       | Participação |
| 2017         | O Justiceiro                 | Turk Barrett       | Participação |

### Cinema
| Ano  | Título                                 | Papel                | Notas         |
| ---- | -------------------------------------- | -------------------- | ------------- |
| 2006 | Sorry Ain't Enough                     | Cinque               |               |
| 2009 | Pro-Black Sheep                        | Alex                 |               |
| 2010 | Conspiracy X                           | Gee Pa               |               |
| 2011 | Pariah                                 | Sock                 |               |
| 2013 | The Inevitable Defeat of Mister & Pete | Homem Curvado Curtis |               |
| 2013 | Full Circle                            | Lomatic              |               |
| 2013 | Waltz for Monica                       | Miles Davis          | Não-creditado |
| 2014 | Early Light                            | Calvin               |               |
| 2014 | The Bicycle                            | DeVaughn             |               |
| 2014 | Shelter                                | Franklin             |               |
| 2014 | Other Plans                            | Gerry                |               |
| 2015 | The Challenger                         | Frederick            |               |
| 2015 | Anesthesia                             | Parnell              |               |
| 2015 | All Hale                               | Patrice Parker       |               |
| 2017 | Mudbound                               | Hap Jackson          |               |
| 2017 | Fair Market Value                      | Kwik-D               |               |
| 2017 | Wetlands                               | Sergeant Walker      |               |
| 2017 | Brawl in Cell Block 99                 | Jeremy               |               |
| 2017 | Steps                                  | Brian Coleman        |               |
| 2019 | Just Mercy                             | Herbert Richardson   |               |
| 2020 | Greyhound                              | Cleveland            |               |
| 2021 | Don't Look Up                          | Teddy                |               |
| 2022 | Smile                                  |                      | [ 4 ]         |